# St. John's
 Ikke at forveksle med Saint John, New Brunswick.
St. John's (på fransk: Saint-Jean) er den største by og hovedstaden i den canadiske provins Newfoundland og Labrador. Byen ligger på den østlige udkant af halvøen Avalon på Newfoundland. Med sine 110.525 (2021) indbyggere er byen den 20. største i landet. Byen var den første, der blev grundlagt af englændere i Nordamerika. Fra 1500-tallet var byen vigtig for europæiske fiskere, og byen blev officielt oprettet som koloni i 1583.